# 가미시마섬 (미에현)

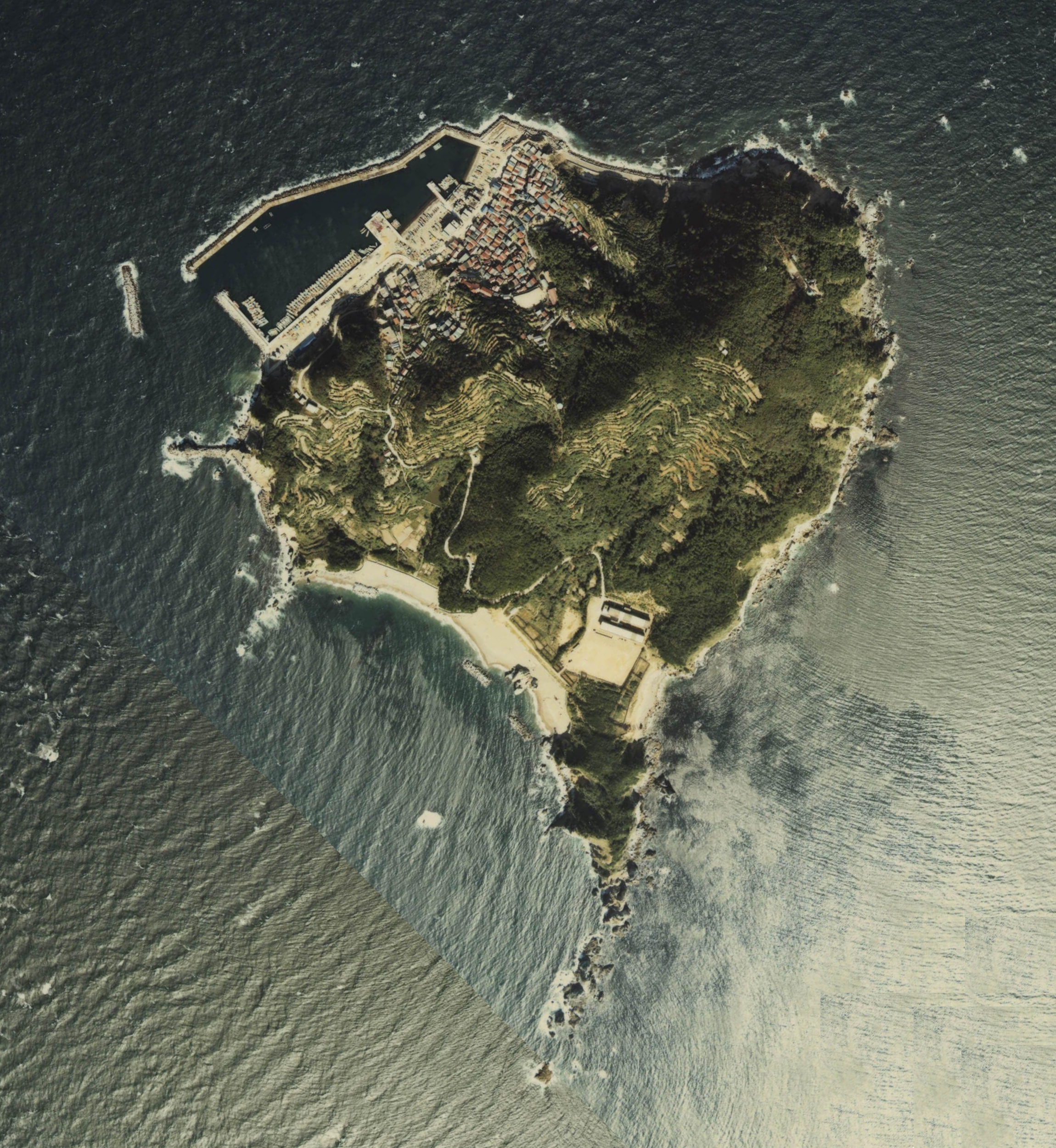

가미시마섬(神島)은 일본 혼슈 미에현 도바시의 섬이다. 미에현의 최동단 섬으로, 섬 주변에도 많은 섬들이 있다. 이 섬에는 몇 안되는 주민들이 살고 있다.

## 같이 보기
- 미에현
- 도바시